# Lehtosaari (ö i Norra Österbotten, Koillismaa, lat 66,16, long 29,21)
Lehtosaari är en ö i Finland. Den ligger i sjön Vuosselijärvi och i kommunen Kuusamo i den ekonomiska regionen  Koillismaa ekonomiska region  och landskapet Norra Österbotten, i den nordöstra delen av landet, 700 km norr om huvudstaden Helsingfors. Öns area är 0,7 hektar och dess största längd är 140 meter i öst-västlig riktning.